# Rebel Yell
Rebel Yell – drugi album brytyjskiego artysty rockowego Billy’ego Idola, wydany w 1983 roku.
Do utworów „Eyes Without a Face” oraz „Flesh for Fantasy” zostały stworzone teledyski emitowane później w MTV. W pracy nad albumem brali udział Steve Stevens i Keith Forsey, współpracujący wcześniej z Idolem nad jego debiutanckim solowym albumem.
W roku 1999 wydawnictwo EMI ponownie wydało album z kilkoma dodatkowymi utworami.

## Lista utworów

### Pierwsze wydanie
1. „Rebel Yell” (Idol/Stevens) – 4:45
2. „Daytime Drama” (Idol/Stevens) – 4:02
3. „Eyes Without a Face” (Idol/Stevens) – 4:58
4. „Blue Highway” (Idol/Stevens) – 5:05
5. „Flesh for Fantasy” (Idol/Stevens) – 4:37
6. „Catch My Fall” (Idol) – 3:57
7. „Crank Call” (Idol/Stevens) – 3:56
8. „(Do Not) Stand in the Shadows” (Idol/Stevens) – 3:10
9. „The Dead Next Door” (Idol/Stevens) – 3:45

### Dodatkowe utwory na wydaniu z 1999 roku
1. „Rebel Yell” (Session Take) – 5:27
2. „Motorbikin'” (Session Take) – 4:16
3. „Catch My Fall” (Original Demo) – 4:11
4. „Flesh For Fantasy” (Session Take) – 5:09
5. „Blue Highway” (Original Demo) – 5:00

## Single
1. „Rebel Yell”
2. „Eyes Without a Face”
3. „Flesh for Fantasy”
4. „Rebel Yell (re-release)”
5. „Catch My Fall”

## Twórcy
- Billy Idol – wokal, gitara, aranżacja, teksty
- Steve Stevens  – instrumenty klawiszowe, bas, gitara, aranżacja
- Keith Forsey – produkcja
- Sal Cuevas – gitara basowa
- Judi Dozier – instrumenty klawiszowe
- Michael Frondelli – obsługa techniczna, miksowanie
- Gregg Gerson – perkusja
- Brian Griffin – fotografie
- Gary Hellman – obsługa techniczna
- Perri Lister – wokal
- Michael MacNeil – projekt okładki
- George Marino – mastering
- Thommy Price – perkusja
- Steve Rinkoff – obsługa techniczna
- Jack Waldman – instrumenty klawiszowe
- Steve Webster – bas
- Mars Williams – saksofon
- Dave Wittman – obsługa techniczna, miksowanie
- Pete Thea – obsługa techniczna
- Kevin Flaherty – kompilacja
- Stephanie Tudor – koordynacja produkcji